# Milagros Pérez Oliva
Milagros Pérez Oliva (Eriste, 27 de enero de 1955) es una periodista y profesora universitaria española.

## Biografía
Nacida el 27 de enero de 1955 en la localidad oscense de Eriste, estudió Ciencias de la información y es profesora de Análisis de la actualidad en la Universidad Pompeu Fabra en Barcelona. Vicedecana del Colegio de Periodistas de Cataluña, colabora con el programa del canal autonómico, TV3, Bon dia, Catalunya.
En 1982 inició su actividad como periodista en el diario El País, en el que en 1996 fue nombrada redactora jefe de la sección de Sociedad. En la actualidad (2014) es la redactora jefe del mismo diario en su edición en catalán. Han destacado sus reportajes sobre salud, en especial una serie sobre la muerte digna. En 2006 fue galardonada con el Premio Nacional de Periodismo que concedía la Generalidad de Cataluña, «por fomentar el conocimiento de los temas de salud pública y epidemiología, desde un periodismo independiente y crítico».
En 2015 recibió el Ier Premio Margarita Rivière otorgado por la asociación de Dones Periodistes de Catalunya en reconocimiento de su rigor, independencia y visión de género.